# Grądy (gmina Wąsewo)
Grądy – wieś sołecka w Polsce, położona w województwie mazowieckim, w powiecie ostrowskim, w gminie Wąsewo.
Wieś szlachecka położona była w drugiej połowie XVI wieku w powiecie ostrowskim ziemi nurskiej.
Od czerwca 1941 do zimy 1942 r. w pobliżu Grądów istniał niemiecki obóz dla jeńców radzieckich, w którym zginęło od ok. 80 do ok. 90 tysięcy osób.
W latach 1954–1959 wieś należała i była siedzibą władz gromady Grądy, po jej zniesieniu w gromadzie Wąsewo. W latach 1975–1998 miejscowość należała administracyjnie do województwa ostrołęckiego.
We wsi znajduje się lądowisko Ostrów Mazowiecka-Grądy.
Wierni Kościoła rzymskokatolickiego należą do parafii Narodzenia Najświętszej Maryi Panny w Wąsewie.